# Eleanor de Moura
Eleanor de Moura, född 1642, död 1706, var en spansk ämbetsman. Hon efterträdde sin make som Spaniens guvernör på Sicilien under en månad 1677, då hon genomförde en rad reformer. 